# Pleiocarpa
Pleiocarpa és un gènere de fanerògames de la família de les Apocynaceae. Conté sis espècies. És originari de l'Àfrica tropical.

## Taxonomia
El gènere va ser descrit per George Bentham i publicat a Genera Plantarum 2: 685, 699. 1876.
- Pleiocarpa bicarpellata
- Pleiocarpa brevistyla
- Pleiocarpa mutica
- Pleiocarpa picralimoides
- Pleiocarpa pycnantha
- Pleiocarpa rostrata